# Conceyu Abiertu

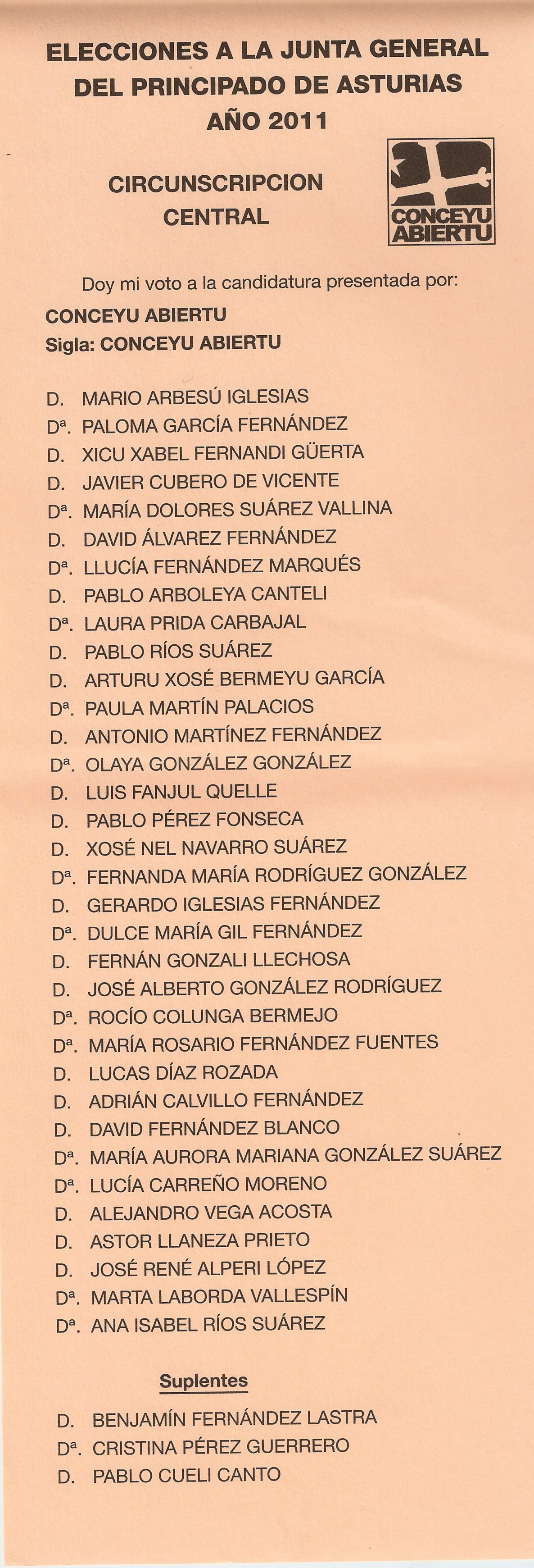
Papeleta electoral. 2011

Conceyu Abiertu (Concejo Abierto) es una organización política española de ámbito asturiano, situada ideológicamente en el nacionalismo asturiano de izquierdas. Conceyu Abiertu surgió como plataforma municipalista del asturianismo de cara a las elecciones municipales y autonómicas de 2011.

## Historia
Conceyu Abiertu surge a finales de 2010 por iniciativa de gente procedente tanto de organizaciones políticas, sindicales, sociales y juveniles de Asturias como Andecha Astur, Darréu, la Corriente Sindical d'Izquierda o Fai! Asturies, como independientes. El objetivo de la formación de esta plataforma fue la necesidad de unidad de los diferentes ámbitos de la izquierda nacionalista e independentista asturiana, en torno a los concejos y desde la base por el estancamiento que estaba sufriendo ese movimiento político. Se presentó oficialmente ante la sociedad asturiana y la prensa el 19 de enero de 2011 en el salón de actos de la Biblioteca Jovellanos, en Gijón.
Conceyu Abiertu participó por primera vez en las elecciones municipales y autonómicas del 22 de mayo de 2011, tanto con una candidatura autonómica, que no logró representación parlamentaria, como con candidaturas a nivel de concejo. En Gijón, la candidatura se integró en otra llamada Conceyu d'Unidá Popular de Xixón (CUPX), que agrupaba a Izquierda Anticapitalista, Frente de la Izquierda e independientes.
En cuanto a representación municipal, Conceyu Abiertu logró un representante en Noreña.

## Ideología
Conceyu Abiertu podría definirse como una organización municipalista, asturiana y de izquierdas. Sus puntos básicos fueron marcados en el Manifiesto Fundacional presentado ante la sociedad el 19 de enero de 2011 en Gijón. Pueden resumirse en los puntos siguientes:
- Participación desde la base.
- Protagonismo de la clase trabajadora.
- Autodeterminación para Asturias, para hacer las políticas desde casa y que, por lo tanto, estén más adaptadas a la realidad social.
- Asturianismo cultural.
- Municipalismo para asegurar la participación democrática del pueblo.
- Ecologismo.

## Concejos
Conceyu Abiertu se caracteriza como una organización no centralizada y asamblearia, siguiendo el modelo de la Candidatura d'Unitat Popular (CUP) catalanas, funcionando el Conceyu Nacional como un elemento federativo y unificador. Actualmente, tiene presencia en diez concejos asturianos: Grao, Langreo, Mieres, Noreña, Ribadesella, San Martín del Rey Aurelio, Siero, Oviedo, Villaviciosa y Gijón.